# Andris Bērziņš (1951)
Pour les articles homonymes, voir Andris Bērziņš et Bērziņš.
Andris Berzins (en letton : Andris Bērziņš), né le 4 août 1951 à Riga, est un homme d'État letton membre du Premier Parti de Lettonie/Voie lettonne (LPP/LC).
Nommé Vice-Premier ministre et ministre des Affaires sociales de 1994 à 1995, il devient maire de Rīga en 1997. Il conserve ce mandat trois ans, avant d'être nommé Premier ministre de 2000 à 2002. Il est élu député lors des élections législatives de 2006.

## Biographie

### Jeunesse et études
Né à  Riga, Berzins habite ensuite à Ogre, où s'est déroulée toute sa scolarité. Il est diplômé de la faculté d'histoire et philosophie de l'Université de Lettonie. Il est professeur d'histoire, puis travaille dans l'administration. En 1984-1986, il occupe un post au Comité national de l’Éducation professionnelle (Valsts profesionāli tehniskās izglītības komiteja), en 1986-1990, au Comité du Travail et des Affaires sociales (Darba un sociālo lietu komiteja). En 1979-1989, il est membre du parti communiste.

### Carrière politique

#### Les débuts: ministre des Affaires sociales
De 1990 à 1993, Andris Berzins occupe divers postes dans les cabinets ministériels. En 1993, il devient ministre d'État au Travail dans le gouvernement de Valdis Birkavs.
Lorsque Māris Gailis devient Premier ministre, le 19 septembre 1994, il est nommé Vice-Premier ministre et ministre des Affaires sociales, fonctions qu'il occupera jusqu'au 21 décembre 1995. Dans le gouvernement suivant de Andris Šķēle, il reprend le portefeuille de ministre d'État au Travail, jusqu'au 13 février 1997.

#### Maire de Riga
Le 9 mars 1997, investi par le parti libéral la Voie lettonne, Andris Bērziņš devient maire de Riga. Il n'ira pas au terme de son mandat de quatre ans, puisqu'il est nommé Premier ministre de Lettonie en mai 2000.

#### Chef du gouvernement
Le 5 mai 2000, Andris Berzins devient Premier ministre à la tête d'une coalition gouvernementale rassemblant la Voie lettonne (LC), le Parti populaire (TP), Pour la patrie et la liberté (LNNK) et le Nouveau parti chrétien (JP), majoritaire avec 70 députés sur 100.
Son gouvernement est remplacé à la suite des élections législatives de 2002, le Premier ministre devenant Einars Repše.

#### Député du Saeima
Bērziņš est élu député lors des élections législatives du 7 octobre 2006. En 2007, son parti fusionne avec Premier Parti de Lettonie pour former le parti Premier Parti de Lettonie/Voie lettonne. Bērziņš sera alors président du groupe parlementaire, ainsi que président de la commission parlementaire des Affaires étrangères jusqu'en 2010.